# Porozovo
Porozovo (Russisch: Порозово) is een dorp in de oblast Ivanovo, gelegen in Rusland. Het dorp ligt aan de rivier de Wolga. In 2002 woonden er ongeveer 100 mensen. 

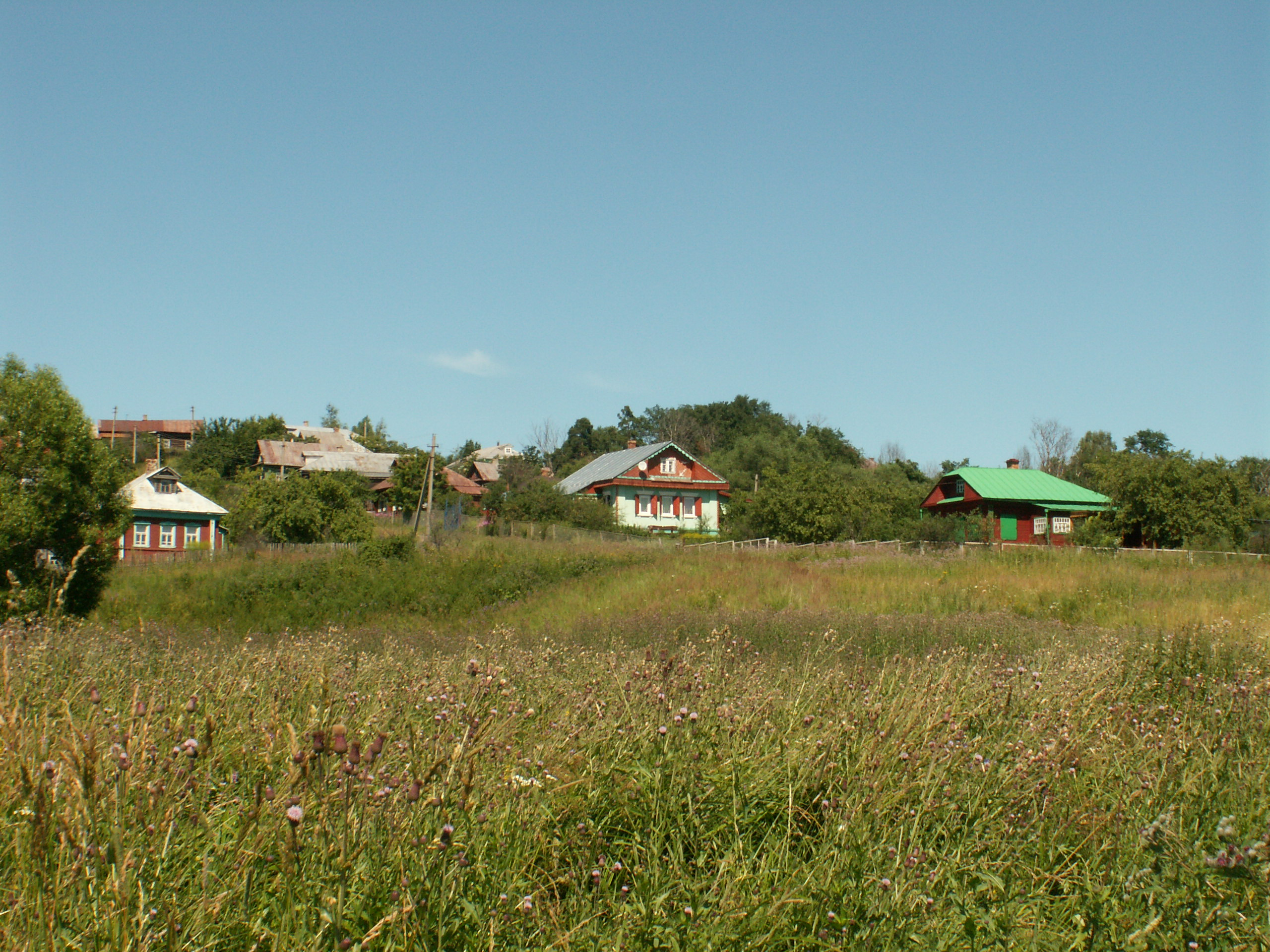
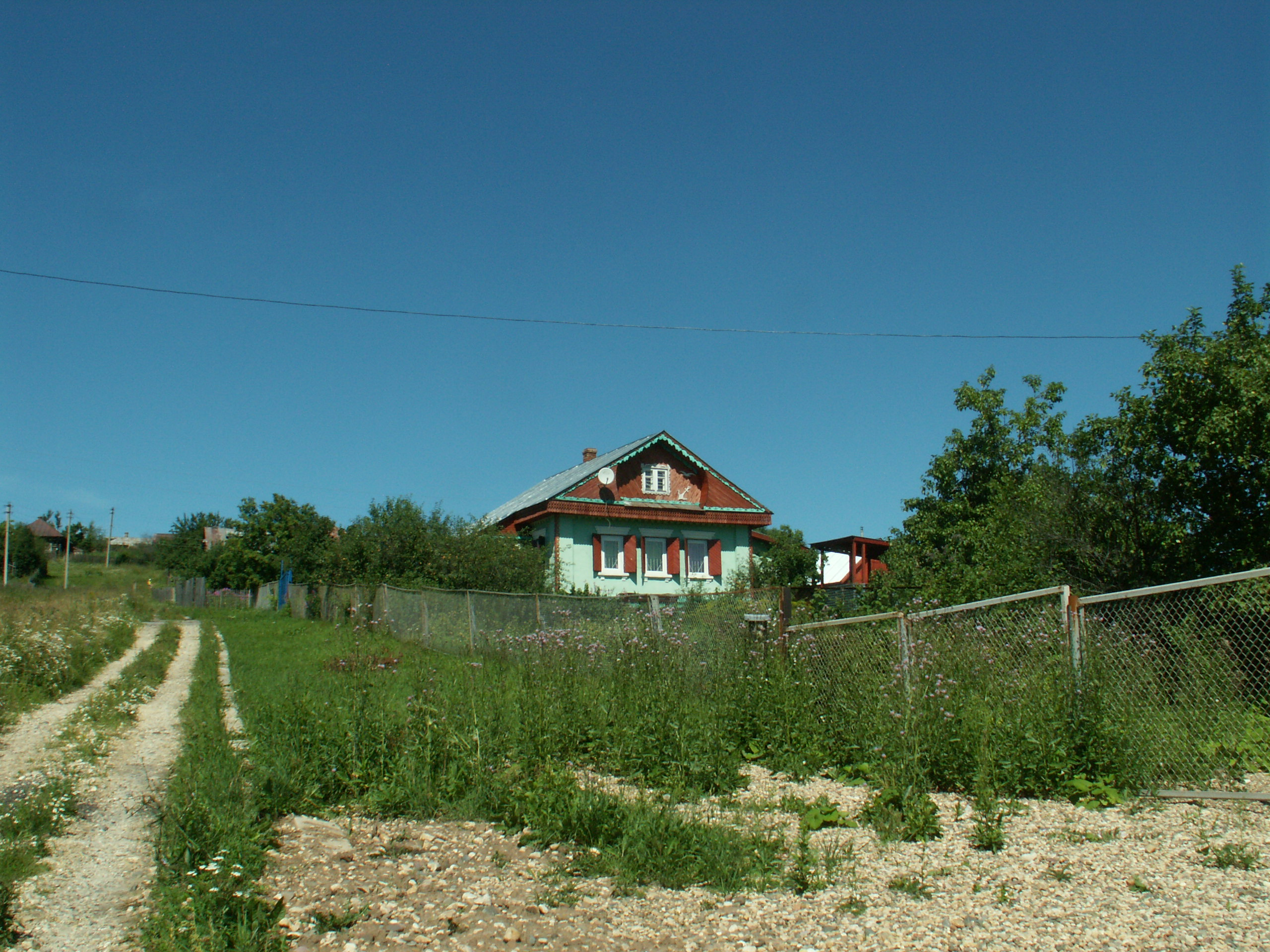
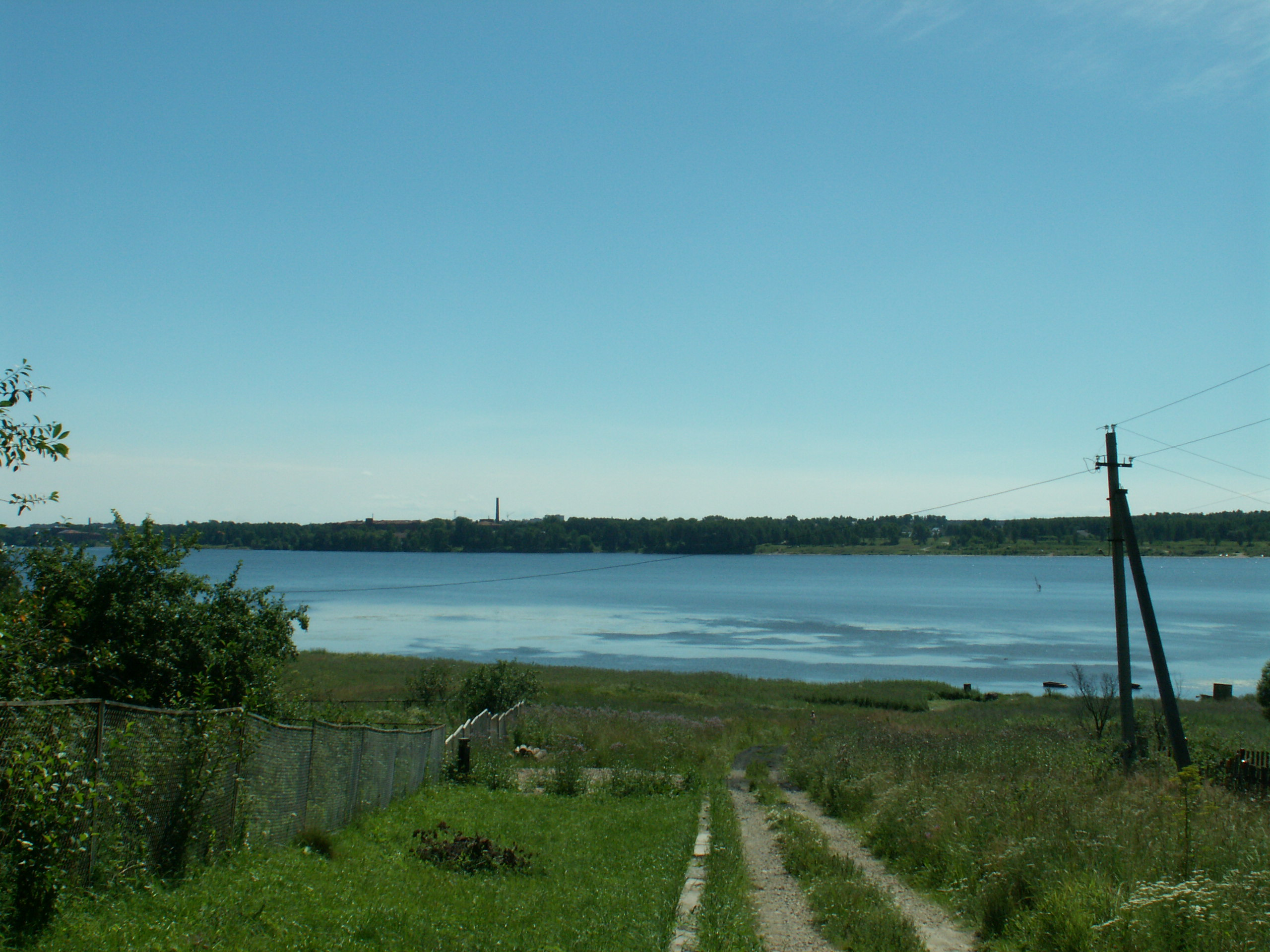
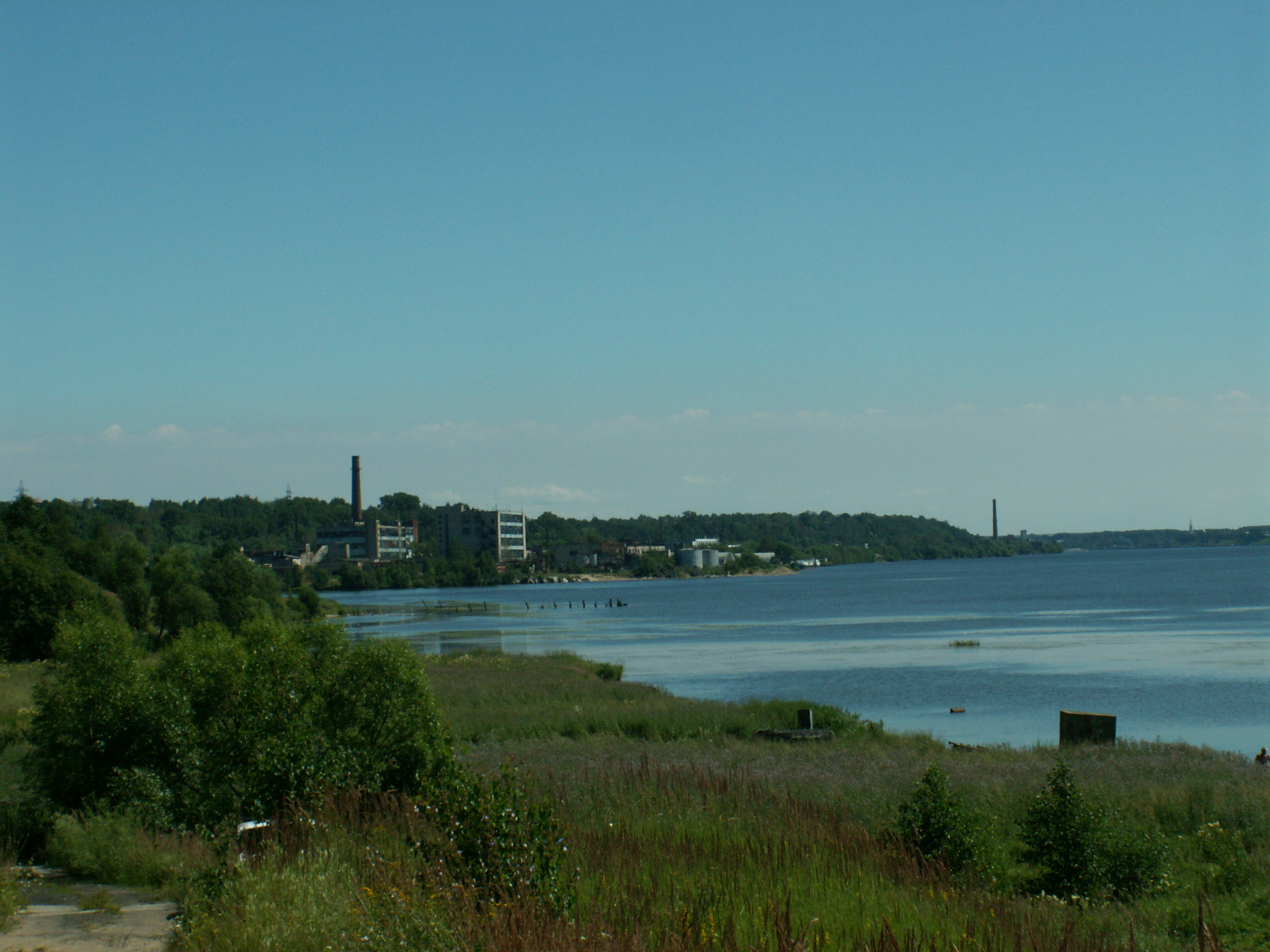
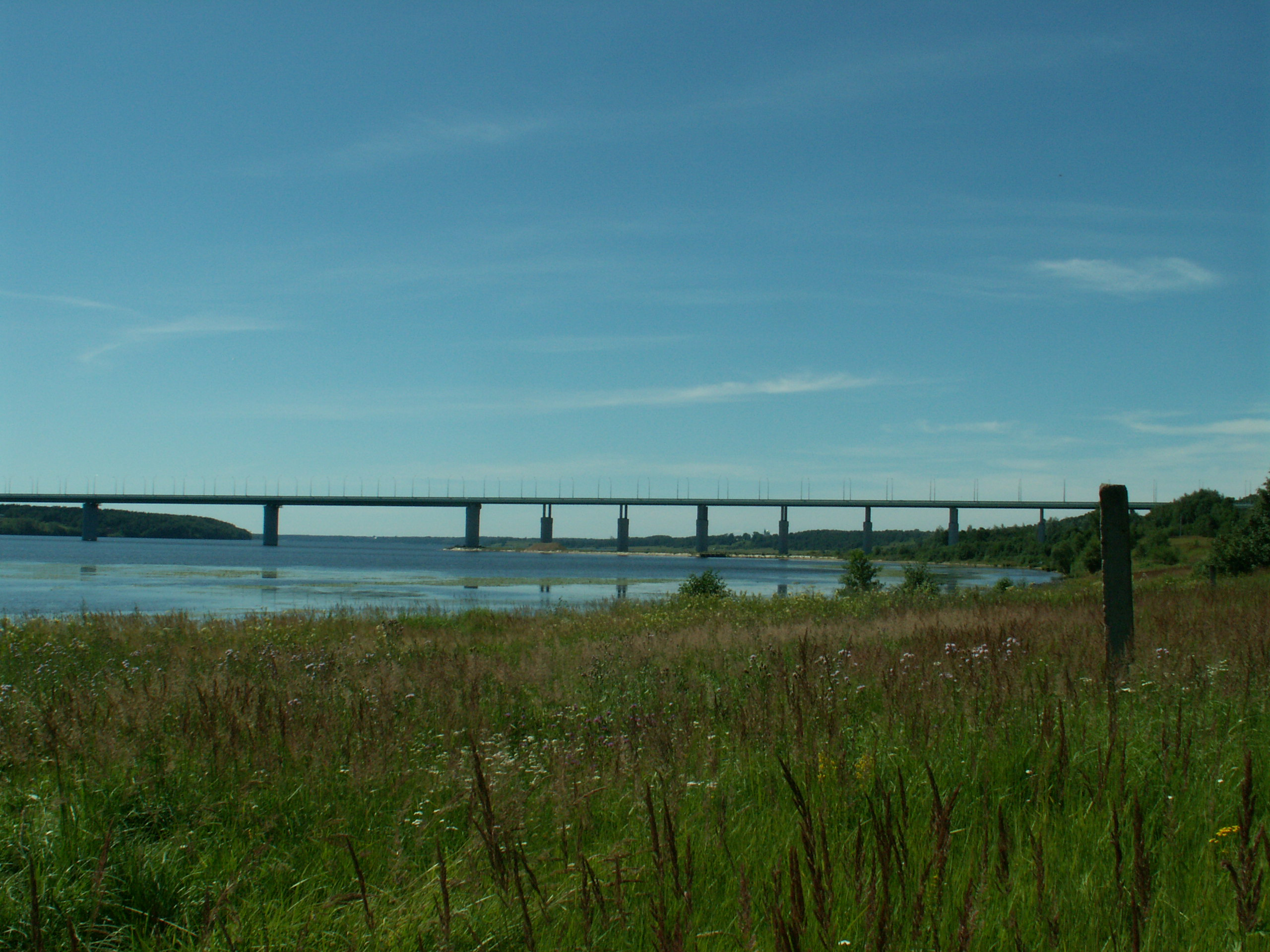